# Twin Chamber Air Cooled Wankel Rotary
TCACWR staat voor Twin Chamber Air Cooled Wankel Rotary en is een bepaald type motor van motorfietsen. 
Dit was de tweeschijfs luchtgekoelde wankelmotor van NVT zoals die werd gebruikt in de Norton 588-straatmodellen. De racers hadden een vloeistofgekoeld blok.